# Skytsengel
En skytsengel er en engel, der efter katolsk opfattelse beskytter et menneske og hjælper om nødvendig.
| Religion | Spire Denne religionsartikel er en spire som bør udbygges. Du er velkommen til at hjælpe Wikipedia ved at udvide den. |